# Baccalena squamulosa
Baccalena squamulosa là một loài ốc sên hô hấp trên cạn, là động vật thân mềm chân bụng có phổi sống trên cạn thuộc họ Camaenidae. Đây là loài đặc hữu của Úc.